# Grote Prijs Raf Jonckheere 1984
De 34e editie van de Belgische wielerwedstrijd Grote Prijs Raf Jonckheere werd verreden op 23 juli 1984. De start en finish vonden plaats in Westrozebeke. De winnaar was Eddy Vanhaerens, gevolgd door Dirk Baert en Patrick Devos.

## Uitslag
| Grote Prijs Raf Jonckheere 1984 |                 |                                    |      |
| Plaats                          | Naam            | Ploeg                              | Tijd |
| Winnaar                         | Eddy Vanhaerens | Safir-Van de Ven                   |      |
| 2                               | Dirk Baert      | Constantia-Lustrerie Mark Sport    |      |
| 3                               | Patrick Devos   | Euro Soap-Crack Meubelen-Euro Zeep |      |

1951 · 1952 · 1953 · 1954 · 1955 · 1956 · 1957 · 1958 · 1959 · 1960 · 1961 · 1962 · 1963 · 1964 · 1965 · 1966 · 1967 · 1968 · 1969 · 1970 · 1971 · 1972 · 1973 · 1974 · 1975 · 1976 · 1977 · 1978 · 1979 · 1980 · 1981 · 1982 · 1983 · 1984 · 1985 · 1986 · 1987 · 1988 · 1989 · 1990 · 1991 · 1992 · 1993 · 1994 · 1995 · 1996 · 1997 · 1998 · 1999 · 2000 · 2001 · 2002 · 2003 · 2004 · 2005 · 2006 · 2007 · 2008 · 2009 · 2010 · 2011 · 2012 · 2013 · 2014 · 2015 · 2016 · 2017 · 2018 · 2019 · 2020 · 2021 · 2022